# News of the World Trophy 1964
News of the World Trophy 1964 je bila druga neprvenstvena dirka Formule 1 v sezoni 1964. Odvijala se je 30. marca 1964 na dirkališču Goodwood Circuit.

## Dirka
| Poz | Dirkač             | Moštvo                      | Konsturktor     | Čas/Odstop | Št. mesto |
| --- | ------------------ | --------------------------- | --------------- | ---------- | --------- |
| 1   | Jim Clark          | Team Lotus                  | Lotus-Climax    | 57:39.0    | 2         |
| 2   | Peter Arundell     | Team Lotus                  | Lotus-Climax    | + 1:21.6 s | 4         |
| 3   | Trevor Taylor      | British Racing Partnership  | Lotus-BRM       | 41 krogov  | 8         |
| 4   | Richard Attwood    | Owen Racing Organisation    | BRM             | 41 krogov  | 9         |
| 5   | Mike Hailwood      | Reg Parnell (Racing)        | Lotus-BRM       | 40 krogov  | 16        |
| 6   | André Pilette      | Equipe Scirocco Belge       | Scirocco-Climax | 37 krogov  | 15        |
| 7   | John Taylor        | Gerard Racing               | Cooper-Ford     | 37 krogov  | 11        |
| 8   | Peter Revson       | Revson Racing (Amercia)     | Lotus-BRM       | 35 krogov  | 13        |
| 9   | Giancarlo Baghetti | Scuderia Centro Sud         | BRM             | 38 krogov  | 10        |
| Ods | Graham Hill        | Owen Racing Organisation    | BRM             | Rotor      | 3         |
| Ods | Jo Bonnier         | Rob Walker Racing Team      | Cooper-Climax   | Trčenje    | 7         |
| Ods | Bernard Collomb    | Bernard Collomb             | Lotus-Climax    | Trčenje    | 14        |
| Ods | Ian Raby           | Ian Raby (Racing)           | Brabham-BRM     | Vžig       | 12        |
| Ods | Jack Brabham       | Brabham Racing Organisation | Brabham-Climax  | Kolo       | 1         |
| Ods | Innes Ireland      | British Racing Partnership  | BRP-BRM         | Trčenje    | 5         |
| Ods | Bruce McLaren      | Cooper Car Company          | Cooper-Climax   | Trčenje    | 6         |
| WD  | Phil Hill          | Cooper Car Company          | Cooper-Climax   |            | -         |
| WD  | Chris Amon         | Reg Parnell (Racing)        | Lotus-BRM       |            | -         |
| WD  | André Wicky        | André Wicky                 | Lotus-BRM       |            | -         |